# Ensthof
Ensthof ist eine Einzelsiedlung im Mescheder Stadtteil Enste. Der Hof liegt südlich der A 46 nahe der Abfahrt Enste zwischen dem Gewerbegebiet Enste und dem Stadtteil Stockhausen an der L 734.

## Geschichte

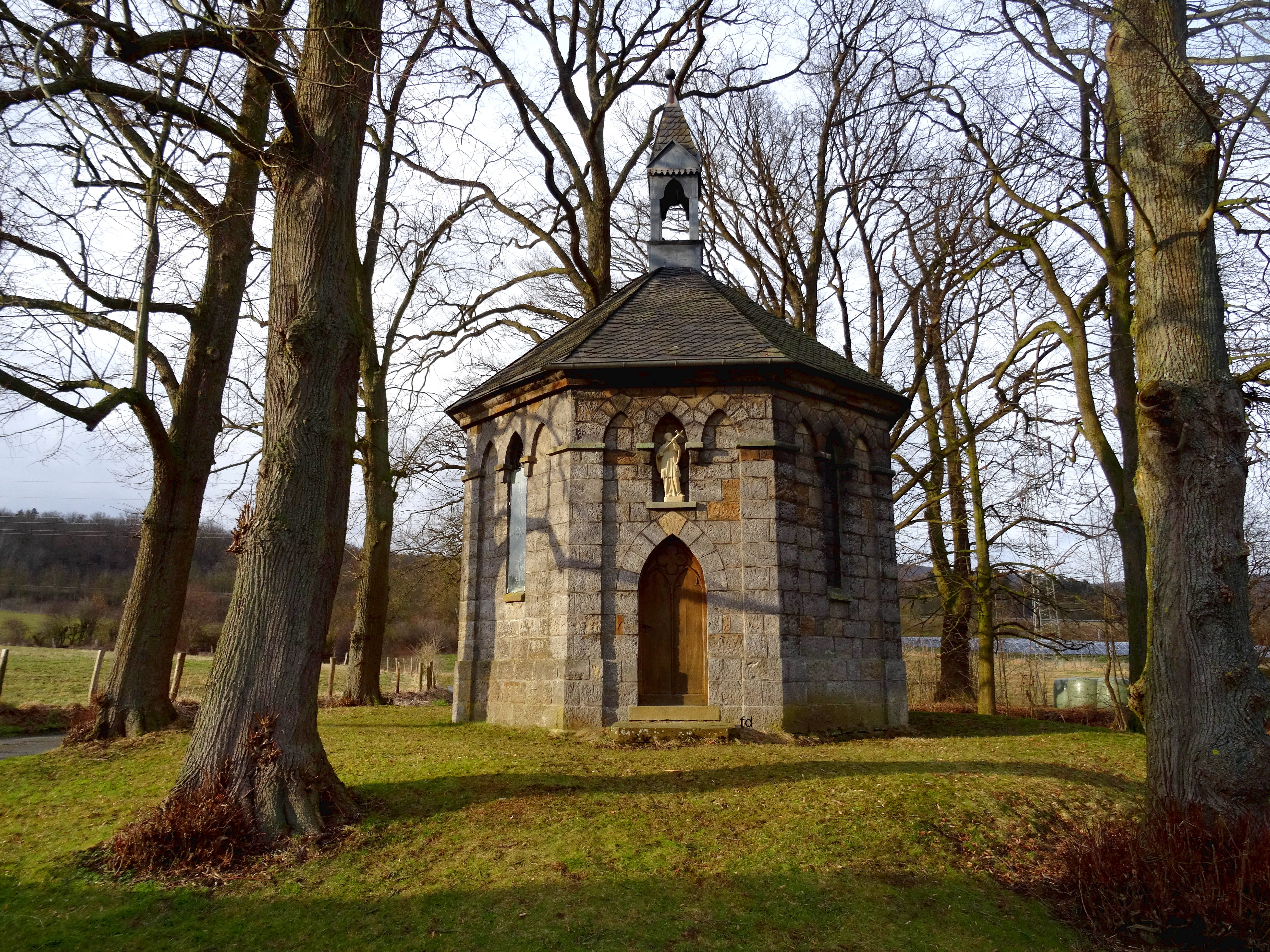
Franz-Xaver-Kapelle

Der Ensthof bestand bereits im frühen 17. Jahrhundert. Die denkmalgeschützte Hofkapelle stammt aus dem 19. Jahrhundert. Sie ist dem heiligen Franziskus-Xaverius geweiht und lässt sich seit 1828 auf alten Karten nachweisen. Zuletzt wurde die Kapelle im Jahr 2004 restauriert.